# SLR Makarki
SLR (Stacja Linii Radiowych) Makarki – Radiowo-Telewizyjne Centrum Nadawcze w Makarkach. Maszt o wysokości 120 m. Właścicielem jest EmiTel Sp. z o.o.

## Transmitowane programy

### Programy telewizyjne - cyfrowe
| Nazwa multipleksu | Częstotliwość (MHz) | Kanał | Moc (kW) | Polaryzacja | Standard nadawania |
| ----------------- | ------------------- | ----- | -------- | ----------- | ------------------ |
| MUX 3 (Białystok) | 586 MHz             | 35    | 8 kW     | pozioma (H) | DVB-T/MPEG-4       |

### Programy radiowe
| LP | Program         | Właściciel                                                                | Częstotliwość | Moc nadajnika |
| -- | --------------- | ------------------------------------------------------------------------- | ------------- | ------------- |
| 1  | Radio Białystok | Polskie Radio - Regionalna Rozgłośnia w Białymstoku "Radio Białystok" S.A | 104,1 MHz     | 10 kW         |